# Серебристая силага
Серебристая силага (лат. Sillago bassensis) — вид лучепёрых рыб семейства силаговых. Распространены в юго-восточной части Индийского океана у побережья юга Австралии. Максимальная длина тела 33 см.

## Описание
Тело удлинённое, несколько сжато с боков, покрыто ктеноидной чешуёй; на щеках ктеноидные чешуйки расположены в 3—4 ряда. Рыло заострённое с конечным ртом. На жаберной крышке есть короткий острый шип. На обеих челюстях щетинковидные зубы расположены полосками. На сошнике зубы расположены изогнутой полоской. На нёбе зубы отсутствуют. Боковая линия полная, тянется до хвостового плавника; в боковой линии от 66 до 73 чешуй. На голове, рыле и челюстях хорошо развита сенсорная система. Два спинных плавника разделены небольшим промежутком. В первом спинном плавнике 10—12 тонких жёстких лучей, а во втором — один тонкий жёсткий луч и 18—19 мягких лучей. В длинном анальном плавнике две тонкие маленькие колючки и 18—20 мягких лучей. Хвостовой плавник выемчатый. Лучи в непарных плавниках соединены мембранами. В брюшных плавниках 1 колючий и 5 мягких лучей. Плавательный пузырь почти не отличим от такового у Sillago flindersi; овальной формы; передняя часть плавательного пузыря закруглённая с небольшим выступом, задняя часть без выступов. Общее количество позвонков от 33 до 35; из них 12—14 брюшных, 12—14 модифицированных и 7—9 каудальных.
Тело от кремово-коричневого до ржавого в верхней части, цвет резко переходит к серебристо-белому на нижней половине. Переход цветов разделён продольной серебристо-белой полосой, над которой идёт узкая ржаво-коричневая полоска с неправильной формы красно-коричневыми точками и косыми прерывистыми полосками на верхней стороне. На спинных плавниках разбросаны ржаво-коричневые и красно-оранжевые точки. Анальные плавники от жёлтого до гиалинового цвета. Остальные плавники бледно-кремового, белого или гиалинового цвета. У основания грудных плавников нет чёрного пятна.
Максимальная длина тела 33 см.

## Биология
Морские придонные рыбы. Обитают в прибрежных зонах с приливной и волновой активностью над песчаными грунтами. Молодь предпочитает защищённые заливы и бухты с глубиной часто до нескольких сантиметров и заросли морской травы; но в отличие от молоди других видов рода не встречается в эстуариях. Взрослые особи перемещаются в более глубоководные участки и встречаются на глубине до 55 м.
.

### Питание
Основу рациона серебристых силаг составляют ракообразные, такие как каляноиды и ветвистоусые, а также полихеты и двустворчатые моллюски. Молодь питается преимущественно планктонными организмами, а взрослые особи переходят на питание бентосными организмами, в том числе креветками, иглокожими. Изредка в желудках обнаруживали рыб.

### Размножение
Впервые созревают в конце своего третьего года жизни, но те особи, которые достигают зрелости раньше, живут значительно дольше, чем те, которые не достигают зрелости в том же возрасте. Максимальная продолжительность жизни 10 лет. Нерестятся в течение всего года в три периода, пик нереста наблюдается в декабре — марте; некоторые особи нерестятся между сентябрем и ноябрем и в марте и апреле. Предполагают, что для серебристых силаг характерен порционный нерест.

## Ареал
Распространены у берегов юго-западной и южной Австралии от широты города Джералдтон до Бассов пролив.